# Sagarika Sriram
Sagarika Sriram   (Chennai, 2005) és una activista climàtica emiratí d'origen indi.
És una defensora dels drets ambientals com a membre del comitè assessor de la infància del Comitè dels Drets dels Infants de les Nacions Unides.
El 2023, Sriram es va afegir a la llista de les 100 dones de la BBC.

## Biografia
Sriram, que lidera el moviment climàtic des de Dubai (Emirats Àrabs Units), és originària de Chennai (Índia). Amb 10 anys d'edat, Sriram va crear el portal web Kids4abetterworld, que té com a objectiu educar els nens de tot el món i ajudar-los en projectes de sostenibilitat de la comunitat, utilitzant les seves habilitats de codificació. Ella ho dona suport amb programes ambientals que s'ofereixen tant fora de línia com en línia, que mostren als nens com poden marcar la diferència en el canvi climàtic. Sriram es va inscriure al curs de codificació HTML i disseny web del Johns Hopkins Center for Talented Youth (CTY). El resultat final del projecte es va realitzar a Kids For A Better World (K4BW). Poc després, es va adonar que volia fer de K4BW una cosa a la qual poguessin accedir persones de tot el món. K4BW va realitzar una sèrie de tallers d'estiu sostenible per conscienciar els escolars sobre els problemes climàtics. Sriram i els seus companys van ensenyar als participants sobre els perills de l'escalfament global i com mitigar-los.
El 2023, va ser inclosa a la llista de les 100 dones de la BBC.